# Euxoa sagittata
Euxoa sagittata är en fjärilsart som beskrevs av Otto Staudinger 1896. Euxoa sagittata ingår i släktet Euxoa och familjen nattflyn. Inga underarter finns listade i Catalogue of Life.